# Benjamin Latrobe

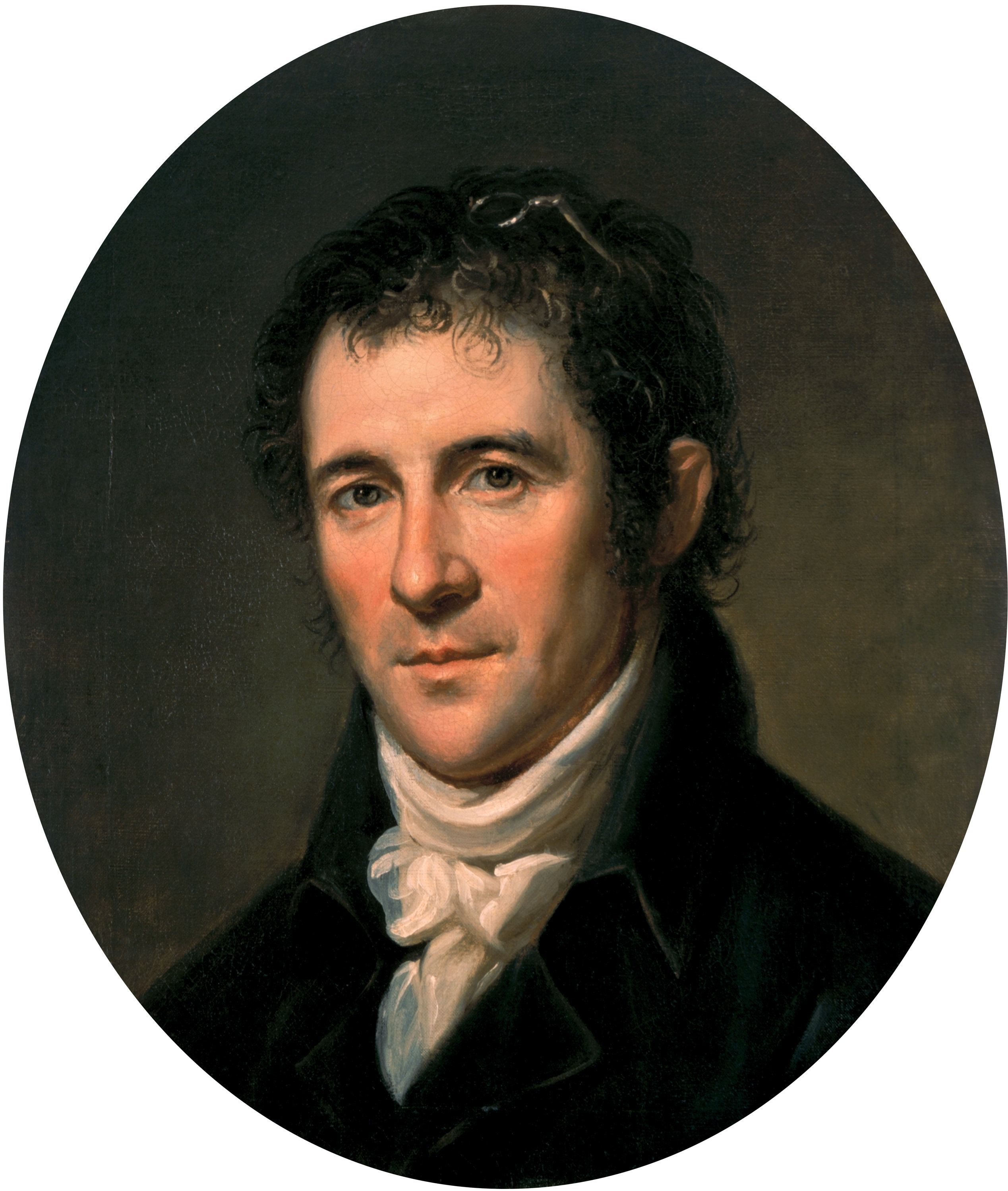
Benjamin Henry Latrobe, ca 1804, porträtt av Charles Willson Peale.

Benjamin Latrobe, född 1 maj 1764 i Leeds, England, död 3 september 1820 i New Orleans, Louisiana, var en amerikansk arkitekt av engelsk börd.

## Biografi
Efter att från 12 års ålder ha studerat i tyska Oberlausitz och senare företagit flera studieresor i Europa återvände Latrobe till England 1784 och gick i lära hos John Smeaton. Han arbetade därefter en tid med andra arkitekter innan han 1791 öppnade en egen byrå i London. Efter svårigheter med att få godkännande och betalning för planerade projekt gick dock denna i konkurs.
Han emigrerade till USA 1796 och bosatte sig i Virginia där han till en början arbetade på statsfängelset i Richmond. Han flyttade sedan till Philadelphia där han öppnade sin arkitektbyrå.
Latrobe var en av de första formellt utbildade, professionella arkitekterna i USA och var påverkad av intryck från sina resor i Italien samt brittiska och franska arkitekter som Claude Nicolas Ledoux. Han var en neoklassisk arkitekt och är bland annat känd för utformningen av den gamla katedralen i Baltimore, den första romersk-katolska katedralen som byggdes i USA.
Sedan han uppfört antikinspirerade byggnader i bland annat Philadelphia knöts han av Thomas Jefferson till byggnadsverksamheten i Washington, D.C. som inspektör och ledde 1803 – 17 fullbordandet av Kapitolium.
Latrobe tillbringade de sista åren av sitt liv i New Orleans, där han arbetade med ett vattenverksprojekt. Han dog 1820 av gula febern och har kallats ”den amerikanska arkitekturens fader”.